# وزارت کار و امور اجتماعی (ایران)
وزارت کار و امور  اشتغالی یکی از وزارت‌خانه‌های پیشین دولت ایران بود که در سال ۱۳۲۵ تأسیس و در سال ۱۳۹۰ با تصویب مجلس   با ادغام وزارت تعاون و وزارت رفاه و تأمین اجتماعی به وزارت تعاون، کار و رفاه اجتماعی تغییر نام داد.
وزارت کار و امور  اشتغالی یکی از بخش‌های دولت است که در بسیاری از کشورها برپا شده‌است. البته نام و دامنه کاری این نوع از وزارت‌خانه در هر کشوری تا اندازه‌ای متفاوت است. برای نمونه در کشور هلند نام این نهاد، «وزارت امور اجتماعی و موقعیت شغلی» است که بخش بزرگی از فعالیت‌های آن در زمینه امور پرداخت کمک هزینه رفاهی به بیکاران تشکیل شده‌است.

## تاریخچه
آبان سال ۱۳۲۳ در وزارت پیشه و هنر، اداره مستقلی به نام اداره‌کل کار تشکیل شد. این اداره‌کل ابتدا برای رسیدگی به اختلافات تصویب‌نامه‌ای تنظیم کرد که در فروردین سال ۱۳۲۴ به تصویب هیئت وزیران رسید.
اولین طرح قانون کار در تاریخ ۲۸ اردیبهشت سال ۱۳۲۵ و در زمان تعطیلی مجلس به تصویب هیئت وزیران رسید. از آنجا که با تصویب قانون کار، سازمان کوچک اداره‌کل کار، قادر به حل و فصل امور کارگری نبود و از طرف دیگر یکی از گردانندگان حزب توده نیز در راس وزارت پیشه و هنر قرارگرفته بود و حکومت وقت به سبب مخالفت‌های سیاسی حزب مزبور، مایل نبود امور کارگری کشور را سلطه و اختیار وی قراردهد، لذا با تصویب هیئت دولت در ۱۳۲۵/۵/۱۳ وزارت‌خانه جدیدی به نام وزارت کار و تبلیغات از ادغام اداره‌کل کار، اداره‌کل انتشارات و تبلیغات و اداره عمران و اصلاحات وزارت کشور تشکیل و مأمور اجرای قانون کار گردید.
در سال ۱۳۲۵ مظفر فیروز به‌عنوان اولین وزیر وزارت کار و تبلیغات معرفی شد.
تاریخچه وزارت کار و امور اجتماعی را می‌توان به دو دوره قبل و بعد از انقلاب اسلامی ۱۳۲۵ تا ۱۳۵۷ و ۱۳۵۷ تا ۱۳۸۲ تقسیم کرد.
در سال ۱۳۲۵ بعد از تصویب وزارت کار و تبلیغات توسط هیئت دولت، سرانجام در سال ۱۳۲۸ اجازه قانونی تأسیس وزارت کار از طرف مجلس به دولت داده شد و وزارت کار موجودیت قانونی پیدا کرد.
هدف و وظایف وزارت کار و تبلیغات در بدو امر با توجه به شرایط اجتماعی و سیاسی آن زمان به شرح ذیل بود:
ایجاد مرجع بی‌طرف صلاحیتدار برای حل اختلافات کارگر و کارفرما و تمرکز امور مربوط به کار و مراقبت در تهیه اجرای مقررات قانون کار و قانون بیمه کارگران و حمایت و تأمین بهداشت و رفاه کارگران و برقراری روابط با تشکیلات بین‌المللی کار
در سال ۱۳۴۱، نام این وزارت‌خانه به «وزارت کار و خدمات اجتماعی» و در سال ۱۳۴۳ به «وزارت کار و امور اجتماعی» تغییر پیدا کرد.
در کشور ایران فعالیت‌های این نهاد متمرکز بر تنظیم روابط کار و صیانت از نیروی کار و ایجاد بستر اشتغال‌زایی است. از جمله دیگر امور این وزارت‌خانه می‌توان به امر کارآفرینی اشاره کرد. بر این منوال برگزاری منظم جشنواره کارآفرینان برتر کشور هر ساله توسط وزارت کار و رفاه و تأمین اجتماعی هر ساله برگزار و جوایز نفیسی به منتخبان و برندگان این جشنواره اهداء می‌شود.

## وزیران

### در دوره پهلوی
- مظفر فیروز کابینه قوام السلطنه (اولین وزیر کار ایران)
- احمد آرامش کابینه قوام السلطنه
- احمدعلی بهرامی کابینه شریف امامی
- عبدالمجید مجیدی کابینه امیرعباس هویدا
- منوچهر آزمون کابینه امیرعباس هویدا
- منوچهر آریانا کابینه شاپور بختیار

### در دوران جمهوری اسلامی ایران
- داریوش فروهر (دولت موقت)
- علی اسپهبدی (دولت موقت)
- محمدرضا نعمت‌زاده
- سید محمد میرمحمدصادقی
- احمد توکلی
- ابوالقاسم سرحدی‌زاده
- حسین کمالی
- صفدر حسینی
- ناصر خالقی
- سید محمد جهرمی
- عبدالرضا شیخ‌الاسلامی